# Матюшенко Борис Павлович
Бори́с Па́влович Матюшенко (2 листопада 1883, Санкт-Петербург — 25 березня 1944, Прага) — український громадський, політичний і державний діяч. Доктор медицини — 1912, професор, лікар-гігієніст.

## Життєпис
Народився в сім'ї офіцера російської армії. Закінчив гімназію і медичний факультет Київського університету (1909), працював військовим лікарем, асистентом у клініках при Київському університеті, Жіночому медичному інституті.
З 1903 — активний діяч РУП, з грудня 1905 — член УСДРП, належав до проводу київського комітету, за що його заарештовували і висилали з Києва.

### Перша світова та українська революція
Як військовий лікар 1914 мобілізований до діючої армії. До літа 1917 служив у військових частинах і госпіталях Південно-Західного фронту.
З серпня 1917 за дорученням Української Центральної Ради почав роботу з організації служби охорони здоров'я в Україні, очолював медично-санітарну управу при генеральному секретаріаті внутрішніх справ.
Член Малої ради від УСДРП. За періоду Української Держави — завідувач департаменту здоров'я міністерства здоров'я та опікування, у листопаді 1918 — лютому 1919 — міністр здоров'я та опікування Української Народної Республіки.

### Дипломатична діяльність та еміграція
Входив до складу української делегації на Паризькій мирній конференції 1919—20. У 1919 — квітні 1920 — голова дипломатичної місії УНР у Бельгії.
У 1920—1921 очолював Закордонне бюро Українського Червоного Хреста. З грудня 1921 викладав в Українському вільному університеті у Празі.
В еміграції Закордонна делегація УСДРП, до якої належав Мазуренко, мала центр у Празі й належала до Соціалістичного Інтернаціоналу.
- Група професорів Українського вільного університету у Празі, 1926. Борис Матюшенко — 3-й зліва у другому ряду.

Один з фундаторів Української господарської академії в Подебрадах (Чехословаччина), професор, доктор медицини Карлового університету у Празі, керівник двох кафедр Євгеністичного інституту ЧСР. 1922 став засновником, у 1923—1935 очолював Спілку українських лікарів ЧСР, в 1923—25 редагував і видавав її друкований орган — «Український Медичний Вісник», співредактор «Латинсько-українського медичного словника» доктора Мартирія Галина. Дійсний член НТШ з 1931 року.
Помер у Празі.

## Сім'я
Дружина Матюшенко-Гоженко Марія Григорівна — українська громадсько-політична діячка.

## Вшанування пам'яті
На честь Бориса Матюшенка названо вулицю в Києві.